# Шухевич Володимир Осипович
Володи́мир О́сипович Шухе́вич  (псевдонім і криптоніми — Шумило, В. Ш.; 15 березня 1849, Тишківці, Городенківський район, Івано-Франківська область — 10 квітня 1915, Львів) — український громадський діяч, етнограф, педагог і публіцист, дійсний член НТШ. Дід головного командира УПА генерала Романа Шухевича.

## Життєпис
Закінчив Львівський університет. З 1876 року вчитель середніх шкіл у Львові. Ініціатор створення та один з керівників багатьох громадських установ у Львові, зокрема товариства «Просвіта», «Руського (Українського) Педагогічного Товариства», засновник товариств «Руська (Українська) Бесіда» (його голова 1895—1910), «Боян» (1891) і Музичного Товариства ім. Лисенка (1903—1915), для якого збудував будинок.
Засновник і редактор (1890—1895) дитячого журналу «Дзвінок», автор і видавець дитячих книг і читанок, редактор газети «Учитель», (1893—1895), співробітник «Зорі», «Дїла», «Руської читанки» та ін. Спільно з Анатолем Вахнянином заснував Союз співацьких і музичних товариств.
Збирав (разом із графом Володимиром Дідушицьким і директором Людвіком Вежбицьким) етнографічні матеріали і мистецькі предмети домашнього промислу на Гуцульщині. Вислідом його студій є цінна 5-томова праця «Гуцульщина» (Львів: НТШ, 1897—1908) і 4 томи польською мовою (видання Музею ім. Дідушицьких (1902—1908), в якій Шухевич влаштував природничо-етнографічний відділ і був його кустошем.
Чимало зробив для поширення української культури за кордоном: організував подорож хору «Боян» на виступ до Праги (1891) і приїзд чеських соколів до Львова (1892); крім того, влаштував етнографічний похід на Високому замку (1887, з нагоди приїзду архікнязя Рудольфа) й етнографічний відділ на Галицькі крайовій виставі у Львові (1894). Свою етнографічну збірку з Гуцульщини передав Національному Музеєві у Львові.
Був серед засновників коломийського об'єднання промисловців «Гуцульська спілка» (1885), член австрійського товариства народознавства (з 1901) і Чеського етнографічного товариства (з 1903).

### Основні праці
- Шухевич Володимир. Гуцульщина: в 5 частинах [Архівовано 6 червня 2019 у Wayback Machine.] / Володимир Шухевич ; передм. А. А. Карпенко ; післям. М. С. Глушко ; упоряд. О. О. Савчук. — (Репринтне видання 1899‒1908 рр.). — Харків: Видавець Олександр Савчук, 2018. — 1218, 294 іл.

### Сім'я
Донька — Ірина Софія (1881—1934) стала дружиною д-ра Теодора Рожанковського. Оскільки вона була родичкою чоловіка, довелось отримати дозвіл на шлюб Святішого Престолу в Римі.
Онук — Роман Шухевич — головний командир УПА.

## Відзнаки
- Лицарський хрест ордена Франца Йосифа (1894)[6].

## Вшанування пам'яті
Названо вулиці:
- на честь Володимира Шухевича — у Львові.
- на честь родини Шухевичів — в Івано-Франківську.